# Guia Jelo
Guia Jelo (Catania, 5 de marzo de 1956) es una actriz italiana con participación en más de cuarenta películas desde 1978. Guia se mantuvo activa en teatro, cine y televisión durante su carrera. Descubierta por Turi Ferro, se formó en el Teatro Stabile di Catania en los años 1970 con el maestro Giuseppe Di Martino y en el Teatro Piccolo de Milán con Giorgio Strehler.

## Filmografía seleccionada
| Año  | Título                  | Rol      | Notas |
| ---- | ----------------------- | -------- | ----- |
| 1978 | Corleone                |          |       |
| 1986 | The Bride Was Beautiful |          |       |
| 1990 | Boys on the Outside     |          |       |
| 1993 | The Escort              |          |       |
| 1994 | The Whores              |          |       |
| 1996 | Strangled Lives         |          |       |
| 2001 | E adesso sesso          | Anna     |       |
| 2005 | Raul: Straight to Kill  | Caterina |       |